# Bazaruto

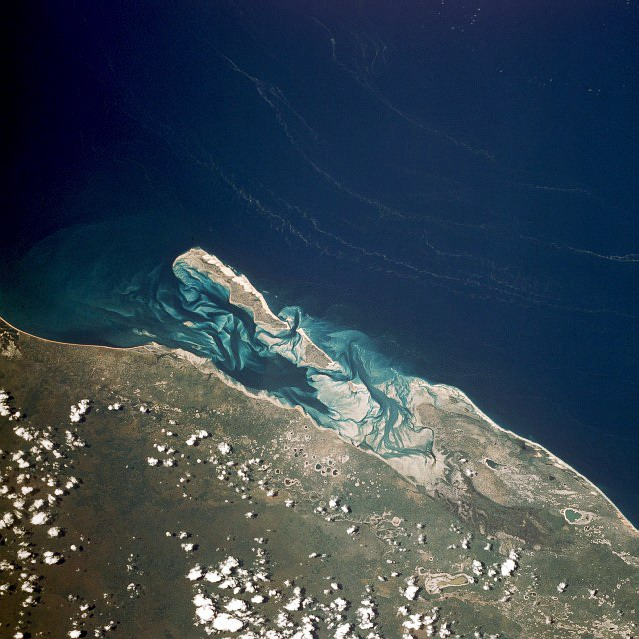
Bazaruto vista do espaço, Março de 1990

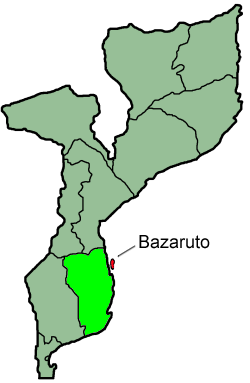
Bazaruto na província de Inhambane

Bazaruto é uma ilha arenosa  de Moçambique localizada aproximadamente 80 km a sudeste da foz do rio Save. É a maior ilha do Arquipélago de Bazaruto, com uma área de 120,5 km² e parte integrante do Parque  Nacional  do  Arquipélago  de  Bazaruto. Administrativamente pertence ao distrito de Inhassoro, província de Inhambane..